# Бюлер (Аппенцелль-Ауссерроден)
Бюлер (нім. Bühler AR) — громада  в Швейцарії в кантоні Аппенцелль-Ауссерроден, округ Міттельланд.

## Географія
Громада розташована на відстані близько 160 км на схід від Берна, 11 км на схід від Герізау.
Бюлер має площу 5,6 км², з яких на 10,6% дозволяється будівництво (житлове та будівництво доріг), 63% використовуються в сільськогосподарських цілях, 25,4% зайнято лісами, 1,1% не є продуктивними (річки, льодовики або гори).

## Демографія
2019 року в громаді мешкало 1852 особи (+11% порівняно з 2010 роком), іноземців було 25,4%. Густота населення становила 331 осіб/км².
За віковим діапазоном населення розподілялося таким чином: 23,1% — особи молодші 20 років, 59,3% — особи у віці 20—64 років, 17,5% — особи у віці 65 років та старші. Було 767 помешкань (у середньому 2,4 особи в помешканні).
Із загальної кількості 719 працюючих 49 було зайнятих в первинному секторі, 352 — в обробній промисловості, 318 — в галузі послуг.